# Jacob (Lost)
Jacob (Latin: Iacob) er en stadig ukendt identitet i den amerikanske tv-serie Lost.

## Baggrund
Jacob er af flere omgange beskrevet som en stor mand og lederen af The Others. Han siges at kunne helbrede bl.a. kræft.
Jacob fremstår som en åndelig entitet, men der er endnu uklart hvordan dette skal fortolkes i henhold til historien. Det skal dog nævnes, at i afsnittet "The Man Behind The Curtain" i et par frames kan se Jacob som en fysisk person – ellers fremstod han i afsnittet som en stemme, der dog var i stand til at kaste rundt med ting. I "The Beginning of the End" så Hurley Christian Shephard siddende i Jacobs stol. Pludselig vises Jacobs øje, og Hurley løber skræmt væk.
Jacob har skrevet en liste, "Jacob's list," men det vides endnu ikke hvor indflydelsesrig eller signifikant den er.
| Lost | Spire Denne artikel om tv-serien Lost er en spire som bør udbygges. Du er velkommen til at hjælpe Wikipedia ved at udvide den. |